# Сражение у деревни Хадон
Сражение у деревни Хадон — сражение, произошедшее 27 июля 1950 года у деревни Хадон в южной части Кореи в начале Корейской войны. Битва закончилась победой северокорейских войск, устроивших засаду на американцев что причинило им серьёзные потери.
Третий батальон 29-го пехотного полка армии США — новообразованная часть, состоявшая в основном из неопытных солдат недавно прибывших на фронт получил приказ двигаться на деревню Хадон, чтобы удержать перевал от наступающих там передовых сил КНА. Будучи неготовым к битве американский отряд угодил в засаду. Большая часть командного состава батальона была убита на перевале, нижним чинам пришлось самим организовывать оборону против северокорейцев, заранее подготовивших позиции на высотах.
Батальон сражался три часа, перекрёстный огонь северокорейцев с высот прижимал его к земле. Северокорейцам удалось разделить силы американцев и уничтожить почти всех командиров, что ещё больше дезорганизовало людей. Раненый командир отдал приказ к отступлению, которое быстро стало беспорядочным, что привело к потерям в сотни человек. Разбитый в первом же бою батальон был расформирован, его состав был распределён по другим частям. Северокорейцы прошли через перевал и атаковали американские позиции на востоке.

## Начало войны
После вторжения северокорейцев на территорию Южной Кореи и как результат начала Корейской войны ООН проголосовала за отправку войск для участи в конфликте от лица Южной Кореи. США послали сухопутные войска на Корейский полуостров с целью отразить северокорейское вторжение и предотвратить коллапс Южной Кореи. Однако после окончания Второй мировой войны в 1945 году американские силы на Дальнем Востоке подверглись значительному сокращению. К этому времени ближе всего к месту конфликта находилась 24-я пехотная дивизия восьмой армии США, расквартированная в Японии. Дивизия не была в полном составе, большинство её экипировки устарело ввиду сокращения расходов на военные нужды. Несмотря на это, 24-я дивизия получила приказ отправляться в Южную Корею.
24-я пехотная дивизия стала первой американской частью отправленной в Корею с целью остановить наступление северокорейцев, задержать как можно больше северокорейских частей, чтобы выиграть время для прибытия подкреплений[2]. Дивизия несколько недель вела неравный бой с превосходящим по численности, пытаясь задержать северокорейцев и выиграть время для прибытия на позиции 1-я кавалерийской дивизии, 7-й и 25-й пехотных дивизий вместе с другими частями поддержки восьмой армии. Тем временем южнокорейские части систематически разбивались и отбрасывались на юг вдоль восточного побережья Корейского полуострова, целые дивизии отступали ввиду значительного численного и огневого превосходства северокорейцев. Передовые части 24-й пехотной дивизии понесли тяжёлое поражение 5-го июля в битве при Осане — первом сражении между американскими и северокорейскими силами. В течение первого месяца после поражения боевой группы Смит превосходящие по численности и экипировке северокорейцы периодически били 24-ю пехотную дивизию и отбрасывали её на юг в боях при Чочхивоне, Чхонане и Пхёнтхэке. 24-я пехотная дивизия встала насмерть в битве при Тэджоне и была почти полностью уничтожена, но, тем не менее, задержала северокорейское наступление до 20-го июля. К этому времени численность боевых сил Восьмой армии приблизительно сравнялась с атакующими район северокорейскими силами (по 70 тыс. чел. у каждой стороны), в то время как ежедневно прибывали свежие части ООН.
20 июля на остров Окинава на борту эсминца USS Walker прибыли 400 спешно собранных рекрутов. Не обладавшие опытом солдаты вошли в состав 29-го пехотного полка второй пехотной дивизии. Командование готовило другие батальоны  для переброски в Корею на помощь 24-й дивизии. Новые части состояли в основном из солдат без боевого опыта. Они были сгруппированы в два батальона и немедленно отправлены в Пусан. Штаб полка остался, чтобы сформировать новый полк. Полк первоначально имел задачу охранять Окинаву, но позднее был отправлен в Корею. Два батальона высадились в Пусане 21 июля и были введены в состав 19-го пехотного полка, 24-й пехотной дивизии, но сохранили свои обозначения как 1-й и 3-й батальоны 29-го пехотного полка. Батальонам не было даровано время для подготовки, они были немедленно отправлены на линию фронта в сектор Чинджу. 22 июля части с новым оборудованием прибыли на фронт. Однако недавно произведённое оборудование не было готово для боя, несмотря на обещания командиров, что частям предоставят время для подготовки.

## Сражение
Американские стратеги полагали, что части 4-й дивизии КНА только что получившие пополнения после победы под Тэджоном будут наступать в области Хадона. На самом деле в области находилась 6-я дивизия КНА под командованием генерала Пан Хо Сана. Две дивизии КНА должны были совместными действиями обойти левый фланг сил ООН и при этом сильно растянулись. Таким образом, через район двигались только отряды из нескольких сот человек, некоторые отряды сопровождались небольшим числом танков.